# Барлык (Тыва)
Барлык (тув. Барлык) — село в Барун-Хемчикского кожууне Республики Тыва. Административный центр и единственный населённый пункт Барлыкского сумона.

## История
В 1949 году была основана школа села Барлык

## География
Село находится у р. Хемчик и примыкает к западной окраине райцентра Кызыл-Мажалык.
Улицы
ул. Береговая, ул. Мажалык, ул. Малчын, ул. Мира, ул. Октябрьская, ул. Рабочая, ул. Сайзырал, ул. Сарыг-Дон, ул. Степная, ул. Трактовая, ул. Унукпен, ул. Цветочная, ул. Чургуй-Оол, ул. Шивилиг, ул. Юбилейная.
К селу административно относятся местечки (населённые пункты без статуса поселения) м. Ак, м. Алаш, м. Бедик-Дон, м. Дылаан-Кара, м. Ийи-Кажаа, м. Калбак-Тей, м. Кангылыг, м. Картон, м. Конгаргай, м. Огород, м. Полевой Стан, м. Устуу-Ак-Ой, м. Хонделен-Аксы, м. Шол.
Географическое положение
Расстояние до:
- районного центра Кызыл-Мажалык: 3 км.
- республиканского центра Кызыл: 280 км.

Ближайшие населенные пункты
- Кызыл-Мажалык 3 км, Ак-Довурак 6 км, Бижиктиг-Хая 7 км, Аксы-Барлык (Алдын-Булак) 9 км, Дон-Терезин 14 км, Хонделен 20 км, Дон-Терек 23 км, Эрги-Барлык 24 км, Аянгаты (Сарыг-Бель) 26 км, Тээли (Бай-Тайга) 27 км, Арысканныг-Арыг 29 км

## Природа
У Барлыка обнаружен вид многолетних растений рода Смолевка (Silene) семейства Гвоздичные (Caryophyllaceae) Смолёвка ползучая с числом хромосом 2n = 64

## Население
| 2002  | 2010  | 2011  | 2012  | 2013  | 2014  | 2015  |
| ----- | ----- | ----- | ----- | ----- | ----- | ----- |
| 1154  | ↗1468 | ↘1465 | ↘1448 | ↗1455 | ↘1439 | ↘1433 |
| 2016  | 2017  | 2018  | 2019  | 2020  | 2021  |       |
| ↘1425 | ↗1443 | ↗1464 | ↘1456 | ↘1449 | ↗1496 |       |

## Известные жители
Обладатель серебряной медали чемпионата мира 1983 года, победитель чемпионата Европы 1985 года, двукратный обладатель Кубка мира, чемпион России и СССР, директор УОР Александр Доржу родился 26 декабря 1958 году в селе Барлык

## Инфраструктура
- МБОУ СОШ с. Барлык[2]
- МБДОУ Детский сад «Салгал» с. Барлык[17]
- Летом действует детское оздоровительное учреждения «Арыкчыгаш»[18]
- Сельский Дом культуры[19]
- Администрация СПС Барлыкский

## Транспорт
Автодорога республиканского значения.